# Карел Медуна
Карел Медуна (чеськ. Karel Meduna, 25 березня 1897 — 17 жовтня 1964) — чехословацький футболіст, що грав на позиції нападника.
Виступав, зокрема, за клуби «Спарта» (Прага), «Вікторія» (Жижков), а також національну збірну Чехословаччини.
Чемпіон Чехословаччини. 

## Клубна кар'єра
Починав кар'єру в клубі «Вікторія» (Жижков), за який виступав з 1914 року. В грудні 1916 року був у складі «Вікторії» учасником турніру у Відні, де команда посіла друге місце. В першому матчі «Вікторія» зіграла внічию 2:2 з «Рапідом», а голи забили молодий Медуна і досвідчений бомбардир Копейтко-Прокоп. В наступних матчах чеський клуб зіграв 2:2 з «Вінер АФ» і переміг 2:1 ВАК. В 1917 році зіграв за «Вікторію» 12 матчів. 
В тому ж році став гравцем «Спарти». Відома його участь у травневому матчі проти «Вінер АФ», що завершився поразкою «Спарти» 2:6Вінер АФ - Спарта - 6:2. Останні роки війни були важкими для клубу, команді не вистачало гравців, але вже наприкінці 1918 року почав формуватися склад, який отримає назву «Зілізна Спарта». 
В 1925 році повернувся до «Вікторії» (Жижков). Відіграв за команду з Жижкова наступні шість сезонів своєї ігрової кар'єри.
1932 року перейшов до клубу «Метеор Прага VIII», за який відіграв 1 сезон.  Завершив професійну кар'єру футболіста виступами за команду Клуб у 1933 році.
Помер 17 жовтня 1964 року на 68-му році життя.

## Виступи за збірну
1926 року дебютував в офіційних матчах у складі національної збірної Чехословаччини. Протягом кар'єри у національній команді, яка тривала 4 роки, провів у формі головної команди країни 6 матчів, забивши 1 гол.

## Статистика виступів

### Статистика виступів у Кубку Мітропи
| №                      | Розіграш               | Стадія                 | Дата та місце проведення | Команда 1              | Рахунок | Команда 2           | Голи |
| ---------------------- | ---------------------- | ---------------------- | ------------------------ | ---------------------- | ------- | ------------------- | ---- |
| 1                      | 1928                   | 1/4                    | 26.08.1928, Загреб       | Граджянскі (Загреб)    | 3:2     | Вікторія (Жижков)   |      |
| 2                      | 1928                   | 1/4                    | 2.09.1928, Прага         | Вікторія (Жижков)      | 6:1     | Граджянскі (Загреб) | 57'  |
| 3                      | 1928                   | 1/2                    | 8.09.1928, Прага         | Вікторія (Жижков)      | 4:3     | Рапід (Відень)      |      |
| 4                      | 1928                   | 1/2                    | 16.09.1928, Відень       | Рапід (Відень)         | 3:2     | Вікторія (Жижков)   |      |
| 5                      | 1928                   | 1/2                    | 23.09.1928, Відень       | Рапід (Відень)         | 3:1     | Вікторія (Жижков)   |      |
| Всього у кубку Мітропи | Всього у кубку Мітропи | Всього у кубку Мітропи | Всього у кубку Мітропи   | Всього у кубку Мітропи | 5       |                     | 1    |

## Титули і досягнення

### Командні
- Чемпіон Чехословаччини (1):

«Вікторія» (Жижков):  1927-1928

### Особисті
- Найкращий бомбардир чемпіонату Чехословаччини з футболу:

«Вікторія» (Жижков):  1927-1928 (12 м'ячів)